# シュリーバー駅
シュリーバー駅 （英語：Schriever Station）はアメリカ合衆国ルイジアナ州シュリーバー バーリントン・コート145にある駅。全米各地を結ぶ旅客鉄道のアムトラックが乗り入れている。

## 概要
シュリーバー駅はBNSF鉄道の事務所の建物に隣接するプラットホームで構成されている。ルイジアナ・アンド・デルタ鉄道と同様に、かつてはサザン・パシフィック鉄道（SP）にサービスを提供する連絡駅である。現在、BNSF鉄道はアムトラックと同じ軌道を使用している。当駅への停車は州立ニコルズ大学の本部があるティボドーやホーマへの輸送を提供している。

## 利用可能な鉄道路線／列車
アムトラックの停車する列車は下記の通り。
ニューオーリンズとロサンゼルス間の夜行長距離列車サンセット・リミテッド号 …ロサンゼルス方面 月・水・土、ニューオーリンズ方面 火・金・日出発
※ロサンゼルス行き列車はサンアントニオ駅でシカゴ発のテキサス・イーグル号と併結される。ニューオーリンズ行き列車はサンアントニオ駅までテキサス・イーグル号と併結され、サンアントニオ駅で切り離し。